# N6946-BH1

N6946-BH1是一個位於星系NGC 6946內已消失的紅超巨星，該恆星質量為太陽的25倍，距離地球約2000萬光年。

## 觀測歷史
2009年3至5月期間，N6946-BH1的光度增加為太陽的數百萬倍，但在2015年時已無法在可見光波段觀測到它。目前在近紅外與中紅外線波段仍可看到該恆星，但它的亮度正與時間成 t−4/3 的比例下降。N6946-BH1的亮度並不足以被視為超新星，而被認為是失敗超新星。
N6946-BH1在天球上的座標是RA 20:35:27.56, Dec +60:08:08.29。2015年7月2日時它的亮度在不同波長分別為 R = 21, V = 21, B =  22, U =  23。N6946-BH1在光學爆發之前的亮度大約是太陽的10萬倍，光學爆發後它的可見光波段亮度下降到無法被觀測，但在紅外線部分則減退為太陽的5千倍。
對此現象的其中一個解釋是N6946-BH1的核心已經塌縮形成黑洞。塌縮中的物質產生微中子爆發現象使恆星質量有一定比例的下降，微中子爆發產生衝擊波衝破恆星外層使其亮度更高。

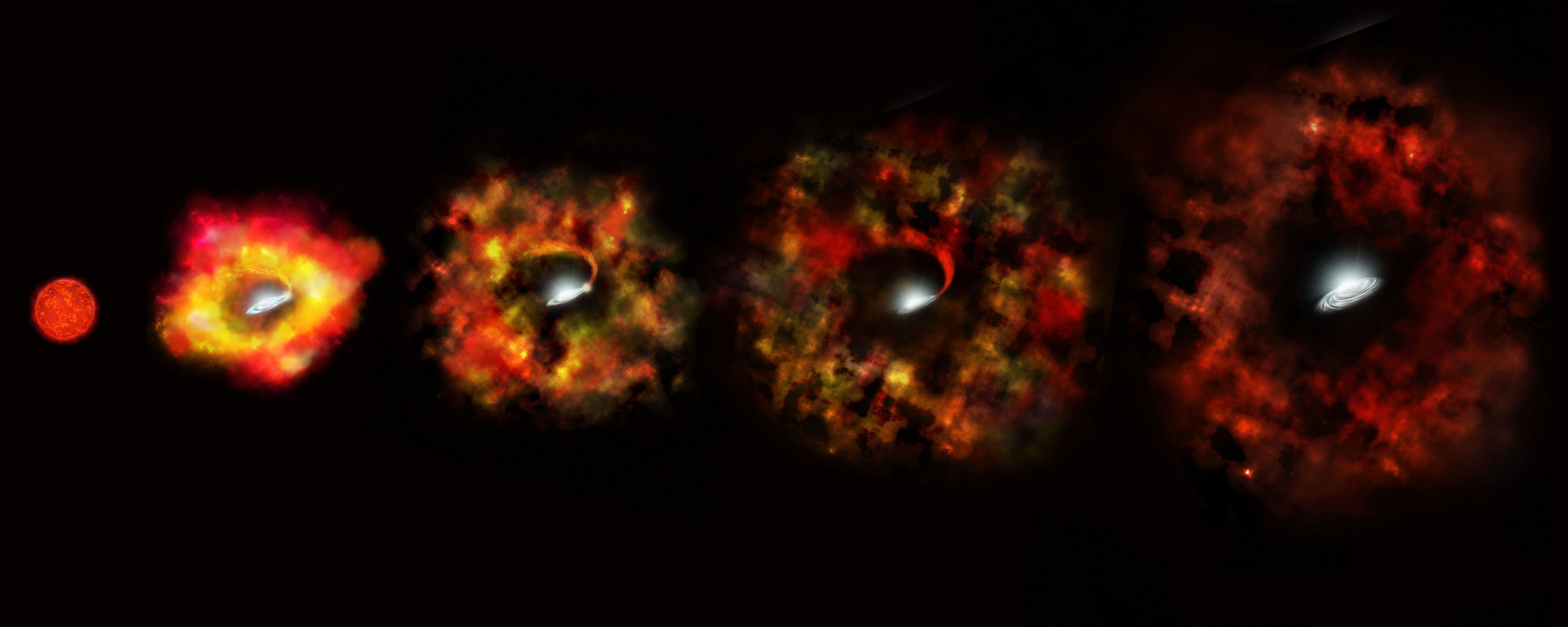
N6946-BH1失敗超新星 (藝術家的印象)

恆星以超新星形式死亡似乎不是以太陽質量18倍為下限，並且大質量恆星的形成率似乎高於超新星的發生率。因此天文學家懷疑這些大質量恆星在死亡時有其他現象發生，而失敗超新星和黑洞的形成是其中一項解釋。如果N6946-BH1的現象反映了黑洞的形成，這可能就是首次觀測到黑洞的形成。韋伯拍到其實3個天體 ，新說法是3個恆星天體 其中合併變亮 但後來噴發遮蔽恆星亮度變暗  。

## 外部連結
- N6946-BH1（页面存档备份，存于） Giant Star Becomes A Black Hole Right Before Our Eyes!